# Thomas Willis Pratt
Pour les articles homonymes, voir Pratt.
Thomas Willis Pratt est un ingénieur civil américain né à Boston, Massachusetts, en 1812, et mort dans la même ville le 10 juillet 1875

## Biographie
Il est le fils de Caleb Pratt, architecte à Boston, et de Sarah Pratt. Il a été élève au collège de Troy, puis au Rensselaer Institute, actuel Institut polytechnique Rensselaer, où il est admis à l'âge de 14 ans et suit les cours d'architecture, de mathématiques et de sciences naturelles mais s'étant vu offrir un poste d'instructeur, il en sort sans passer ses examens, à 20 ans.
Il retourne au Massachusetts et travaille dans les compagnies Boston and Worcester Railroad et Providence and Worcester Railroad au milieu des années 1840 sous la direction de Ellis Chesbrough et James Laurie.
La réalisation de ces nouvelles lignes de chemin de fer a nécessité la construction de nombreux ponts pour franchir les cours d'eau et entraîné la mise au point de nouvelles conceptions de ponts économiques et rapidement réalisables. Il fait partie des pionniers de l'ingénierie civile américaine qui ont inventé de nouveaux systèmes de ponts à poutres en treillis avec Stephen Harriman Long, Squire Whipple, William Howe. Les premiers ponts conçus par Stephen H. Long et William Howe sont en bois.

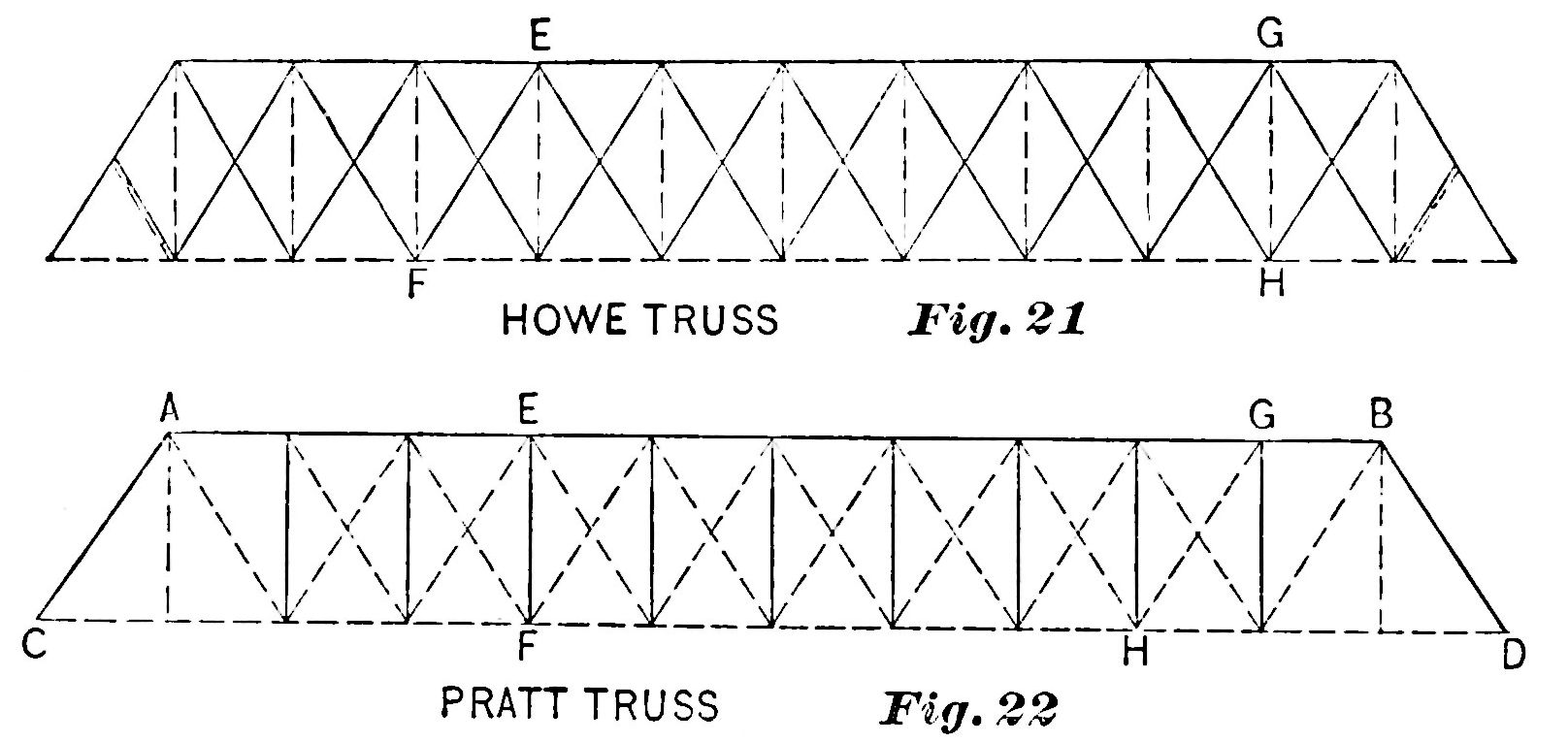
Comparaison entre la ferme Howe et la ferme Pratt de 1844

Pratt a dû voir le pont conçu par William Howe pour le pont franchissant le Connecticut avant de déposer avec son père , en 1844, son brevet sur la ferme Pratt qui s'est aussi inspiré de la ferme brevetée par S. H. Long.

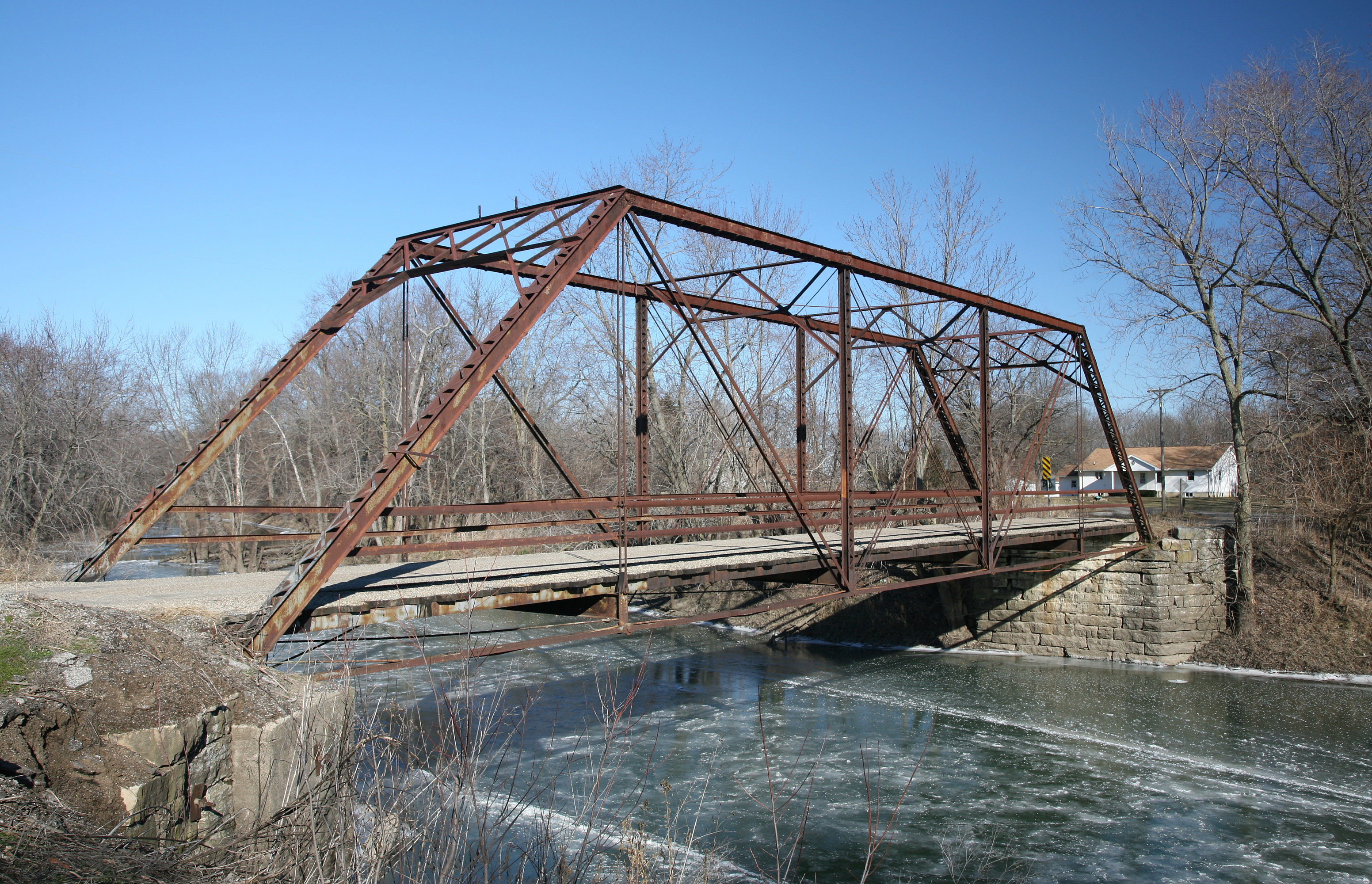
Pont de Chesterville

Par rapport à la ferme brevetée par William Howe, le système de treillis est exactement son opposé :
- dans le treillis Howe, les diagonales sont comprimées et les verticales sont tendues,
- dans le treillis Pratt breveté en 1844, les diagonales sont tendues et les verticales sont comprimées.

Ce système de treillis entraîne une plus grande consommation de fer que le système Howe et n'est donc développé que lorsque le prix de fer a diminué.
Le système breveté par Thomas Pratt en 1844 est assez proche de celui mis en œuvre par Benjamin Latrobe et Lewis Wernwag en 1833-1836 pour faire franchir le Potomac à Harpers Ferry à la ligne Baltimore and Ohio Railroad. La poutre en treillis brevetée par Wendel Bollman est une poutre en treillis Pratt dans laquelle Bollman a ajouté des barres à œil inclinées reprenant les efforts verticaux au droit des nœuds inférieurs des montants en réalisant une suspension pour les ramener aux nœuds supérieurs des montants sur appuis.

Poutre en treillis Pratt

Le système de poutre en treillis Pratt s'est simplifié pour obtenir un modèle isostatique. Ce type de pont a été communément utilisé aux États-Unis entre 1844 et le début du XXe siècle.

## Brevet
- United States Patent Office : Thomas W. Pratt, de Norwich, Connecticut, et Caleb Pratt, de Boston, Massachusetts, Truss-Frame of bridges, Patent no 3523, 4 avril 1844